# 전라남도농업박물관
전라남도 농업박물관은 전라남도 영암군 삼호읍 소재의 농업 박물관이다.

## 연혁
- 1993년 9월 24일 전라남도 농업박물관 개관(본관 및 야외전시장).
- 1993년 11월 20일 문화체육부 박물관 등록(제62호).
- 1994년 11월 10일 농업관 개관.
- 1995년 6월 5일 전라남도 영산호 관광개발사무소와 통합. 전라남도 영산호관광농업박물관으로 명칭 변경.
- 2007년 5월 16일 ~ 2007년 12월 19일 농업관 폐관(남도생활민속관 리모델링).
- 2008년 3월 11일 남도 생활민속관 개관.
- 2009년 4월 15일 ~ 2009년 5월 15일 자연학습장 조성공사.
- 2013년 7월 16일 본관(농경문화관) 전시시설 재개관.
- 2013년 7월 19일 전라남도 농업박물관 관리 및 운영조례 개정.
- 2013년 7월 19일 전라남도 농업박물관으로 명칭 변경.

## 관람 안내
관람시간
- 3월~10월: 09:00~18:00
- 11월~다음해 2월: 09:00~17:00

휴관일
- 1월 1일
- 매주 월요일(다만, 월요일이 공휴일인 경우에는 개관)
- 기타 도지사가 정하는 휴관일